# Guglielmo Reiss Romoli
Guglielmo Reiss Romoli (Trieste, 12 aprile 1895 – Milano, 25 aprile 1961) è stato un dirigente d'azienda italiano.

## Biografia
Nacque a Trieste, all'epoca ancora parte dell'impero austro-ungarico, nel 1895. Il padre Samuele Reiss, di origini ebraico-galiziane, era un commerciante benestante; la madre era invece giuliana.
Si avvicinò all'Irredentismo già negli anni del liceo e a diciannove anni, quasi in concomitanza con l'inizio degli studi in Giurisprudenza all'Università degli Studi di Padova, si iscrisse all'Associazione degli irredentisti triestini.
Durante la prima guerra mondiale, assieme al fratello Giorgio, si sottrasse all'obbligo di leva nell'Esercito asburgico ed entrò volontario nel Regio Esercito, tra file del primo reggimento Granatieri di Sardegna; per l'occasione aggiunse al proprio cognome quello italiano Romoli, che gli rimase anche in seguito. La sua esperienza bellica termina nel 1917, a causa delle gravi ferite riportate alle gambe nelle trincee del Carso. Entrambi furono decorati con medaglia d'argento per il comportamento dimostrato durante la battaglia sul monte Cengio, anche se Giorgio vi trovò la morte.
Nel dopoguerra Reiss Romoli intraprende la carriera bancaria: nel 1919 viene assunto dalla Banca Italiana di Sconto, passa successivamente alla Banca Nazionale di Credito e in seguito alla Direzione generale della Banca Commerciale Italiana. Per conto di quest'ultima si occupa nel 1930-1931 del risanamento finanziario e della riorganizzazione del gruppo chimico Italgas.
Nel 1932 venne assunto in qualità di esperto tecnico-finanziario dalla Società Finanziaria Industriale Italiana (Sofindit), che l'anno precedente aveva rilevato le partecipazioni azionarie della Banca Commerciale. Gli viene affidata la riorganizzazione delle società telefoniche controllate dalla Società Idroelettrica Piemontese (SIP).
Il settore telefonico si era sviluppato in Italia in maniera abbastanza confusa e disorganica: all'inizio degli anni venti la maggior parte del servizio nei grandi centri era gestita dallo Stato, mentre coesistevano diverse decine di società private che gestivano in concessione numerose piccole reti. Nel 1925 il Regime fascista aveva riorganizzato il servizio in cinque grandi zone, riprivatizzando però la gestione. Le cinque zone erano state affidate in concessione trentennale alle società Stipel (Piemonte e Lombardia), Telve (Italia Nord-orientale), TIMO (Emilia Romagna, Marche, Abruzzi e Molise); TETI (Liguria, Toscana, Lazio, Sardegna) e SET (Italia meridionale). Le società concessionarie avevano finito ben presto per essere inglobate da alcuni fra i maggiori gruppi finanziari del Paese, fra cui la SIP, che aveva acquisito il controllo delle tre telefoniche centrosettentrionali Stipel, Telve e Timo. Queste società però, come tutto il gruppo SIP, avevano subito gravemente gli effetti della crisi economica internazionale e delle spericolate gestioni finanziarie dei loro amministratori.
Il lavoro svolto da Reiss Romoli per conto della Sofindit pone le basi per la prima rilevante operazione di salvataggio e riorganizzazione attuata dall'appena costituito Istituto per la ricostruzione industriale (IRI), incentrata sulla costituzione di una vera e propria finanziaria di settore – la Società torinese esercizi telefonici (STET) – il cui capitale viene interamente sottoscritto dall'IRI e a cui viene affidato il compito di gestire le partecipazioni telefoniche ex SIP.
Il prestigio acquisito alla Sofindit vale a Reiss Romoli la nomina nel 1935 a direttore della sede di New York della Banca Commerciale, con il compito principale di riorganizzare le consociate americane della banca. All'entrata in guerra degli Stati Uniti viene internato nella prigione di Ellis Island e riesce a ritornare in Italia soltanto nel maggio del 1942. Costretto alla semiclandestinità a causa delle leggi razziali, Reiss Romoli riesce a tornare alla vita professionale solo dopo la fine della guerra.
Le competenze finanziarie acquisite in campo nazionale e internazionale gli sono riconosciute nel 1946 con la nomina da parte dei vertici dell'IRI a direttore generale della STET.
Nel settore telefonico nazionale, la riparazione dei danni dovuti all'attività bellica, l'obsolescenza degli impianti e l'inadeguatezza delle tariffe telefoniche rispetto al crescente aumento dei costi rappresentano i principali problemi che Reiss Romoli si trova ad affrontare al momento della sua nomina. Il manager triestino avvia l'opera di risanamento e di rilancio dell'azienda concentrandosi su una serie di interventi mirati ad aumentare l'efficienza aziendale e a consolidarne la struttura finanziaria, quali ad esempio il coordinamento delle attività di ricostruzione degli impianti da parte delle concessionarie e la razionalizzazione degli approvvigionamenti di materiali. A livello più generale l'azione di Reiss Romoli è impostata nella direzione di assicurare una maggiore centralizzazione della gestione del gruppo telefonico pubblico. Strategica in questo senso è la costituzione di un Comitato tecnico centrale, un organo consultivo che fin dall'inizio dei suo lavori – nell'ottobre del 1946 – effettua una completa ricognizione degli impianti e dei magazzini, riesamina i contratti con i fornitori, avvia corsi di aggiornamento per gli impiegati tecnici e coordina i piani di sviluppo delle concessionarie.
La crisi finanziaria dell'azienda, appesantita da un eccessivo ricorso al credito a breve termine, viene invece risolta nel 1948 con la stipula di un mutuo a condizioni agevolate per 3,1 miliardi di lire con l'Imi e con un aumento di capitale da 400 milioni a 1,5 miliardi di lire. Lo sviluppo del gruppo telefonico pubblico viene perseguito da Reiss Romoli anche grazie ad un processo di integrazione verticale che ha il suo perno nell'acquisizione della filiale italiana della Siemens, portata a compimento nel 1950. Tramite quest'acquisizione – la cui importanza è testimoniata dal fatto che ben i tre quarti delle centrali telefoniche urbane installate in Italia in quel momento risultano prodotte dall'azienda tedesca –, la STET riesce a collocarsi sulla stessa strada intrapresa dai maggiori gruppi telefonici internazionali.
Grazie alla crescita economica generale del Paese negli anni cinquanta, che comporta un incremento della domanda del servizio telefonico senza precedenti, Reiss Romoli può avviare un processo di sviluppo di considerevoli dimensioni. Alla fine del 1956 gli abbonati risultano quintuplicati rispetto al 1946, mentre la STET è ormai un gruppo industriale di tutto rispetto, con 15.580 dipendenti (5.000 in più del 1946). L'ambizioso piano di investimenti, necessario per adeguare la dotazione degli impianti all'aumento della domanda, viene finanziato nel corso degli anni cinquanta con una serie di ripetuti aumenti di capitale, attraverso i quali Reiss Romoli punta a raggiungere anche un altro dei principali obiettivi della sua strategia aziendale, quello di estendere la base azionaria nella maniera più ampia possibile. Negli anni della sua gestione vengono conseguiti indubbi successi in questo campo, visto che gli azionisti privati passano da circa 4.500 nel 1948 a quasi 60.000 nel 1961.
Nella prima metà degli anni cinquanta Reiss Romoli partecipa attivamente al dibattito pubblico sugli assetti futuri del settore telefonico, opponendosi sia ai sostenitori della nazionalizzazione, sia a quelli di una completa privatizzazione, sottolineando i meriti della formula IRI, basata su aziende a partecipazione mista, privata e pubblica, e maggiormente in grado di stare al passo con la rapida evoluzione tecnologica del settore delle telecomunicazioni.
Il successo del modello STET spinge nel 1956 il Parlamento italiano a decidere di concentrare nell'IRI l'intero sistema telefonico italiano. Le due concessionarie ancora in mani private, la Teti e la Set, vengono acquisite dall'IRI, che successivamente trasferisce i pacchetti di maggioranza delle due società al gruppo STET. Per la prima volta dalle sue origini, tutto il sistema telefonico italiano – con la sola eccezione delle linee interurbane di lunga distanza e di quelle internazionali – è controllato e coordinato da un solo gruppo. All'inizio degli anni sessanta, al momento della scomparsa di Reiss Romoli, il sistema italiano delle telecomunicazioni ha ormai raggiunto dimensioni paragonabili a quelle delle maggiori nazioni industrializzate.
Reiss Romoli, sempre legato alle sue origini, dopo la fine del Secondo conflitto mondiale si era impegnato costantemente in attività assistenziali e benefiche verso i profughi italiani dell'area giuliana e dalmata, divenendo anche presidente dell'Opera per l'assistenza ai profughi giuliani e dalmati; il 23 gennaio 1955 inaugurò la Casa della Bambina Giuliano Dalmata a Roma; volle fortemente la costruzione della Casa del Bambino a Graglia, nel biellese.
Muore a Milano nella primavera del 1961.

## Archivio
La corrispondenza ufficiale del direttore generale Guglielmo Reiss Romoli suddivisa in fascicoli nominativi, prodotta dall'Ufficio di rappresentanza Stet - Segreteria Reiss Romoli, è conservata presso la Fondazione Telecom Italia nel fondo Società torinese esercizi telefonici - STET, Torino, 1933 - 1997.

## Memoria
A lui è dedicato il centro di formazione della Scuola Superiore Guglielmo Reiss Romoli dell'Aquila, fondato nel 1977 per iniziativa del Prof. Luigi Bonavoglia (ex direttore del centro di ricerca CSELT), ed una importante via di comunicazione nella zona nord del Comune di Torino, dove dal 1967 è presente la sede principale dello stesso CSELT (successivamente confluito in Telecom Italia Lab), il centro di ricerca nazionale italiano per le telecomunicazioni, di cui Reiss Romoli ha promosso la nascita insieme all'ing. Giovanni Oglietti.